# Martin Schulze (Regisseur)
Martin Schulze (* 1973) ist ein deutscher Theater- und Hörspielregisseur.

## Leben und Wirken
Schulze studierte Theater-, Film- und Fernsehwissenschaften in Bochum und anschließend Regie am Max Reinhardt Seminar in Wien. Ab 2000 arbeitete er als freier Regisseur an zahlreichen Häusern in Deutschland, Österreich und der Schweiz, u. a. am Deutschen Nationaltheater Weimar, am Volkstheater Wien, am Schauspiel Frankfurt und Schauspiel Essen, am Staatstheater Braunschweig und Staatstheater Kassel, am Theater Aachen und am Badischen Staatstheater Karlsruhe.
Im Januar 2002 wurde Schulzes Hörspiel Schlachtenbummler (mit Wolfgang Schmid) im Wettbewerb um das Hörspiel des Monats mit einer lobenden Erwähnung ausgezeichnet.  Für seine Inszenierung von François Archambaults 15 Sekunden erhielt er bei der Woche junger Schauspieler 2005 in Bensheim den Publikumspreis. 2009 nominierte ihn die Zeitschrift Theater heute für seine Inszenierung von Hamlet am Staatstheater Kassel in der Rubrik Bester Nachwuchskünstler. Von 2008 bis 2012 unterrichtete er Hörspiel am Max-Reinhardt-Seminar. Zu seinen Regiearbeiten am Staatstheater Kassel zählen u. a.  Sanft und grausam von Martin Crimp (2005/06), Schändung von Botho Strauß (2006/07), Unschuld  (2009/10) und Das letzte Feuer von Dea Loher (2011/12), Gier / 4.48 Psychose von Sarah Kane (2012/13), Ab jetzt! von Alan Ayckbourn (2013/14),  Die Waisen von Dennis Kelly (2014/15), Antigone von Sophokles (2015/16) Lost and Found von Yael Ronen  (2016/17) und Die Präsidentinnen von Werner Schwab (2017/18).

## Hörspiele
- 2002: Mit Co-Autor Wolfgang Schmid: Schlachtenbummler – Regie: Wolfgang Schmid und Martin Schulze (Original-Hörspiel – Deutschlandradio/Wolfgang Schmid/Martin Schulze (Auftragsproduktion))
  - Auszeichnung: Hörspiel des Monats Januar 2002 (Lobende Erwähnung)
- 2007: Bernard-Marie Koltès: Flucht zu Pferd bis ans Ende der Stadt (Bearbeitung (Wort) und Regie) (Hörspielbearbeitung – Deutschlandradio)
- 2011: Katharina Schmitt: Kunststücke: SAM (Regie) (Originalhörspiel – Deutschlandradio)
- 2018: Dirk Raulf: Apollo geht. Aufzeichnungen vom Planeten der Ausflüchte. Eine musikalische O-Ton-Montage (Sprecher: O-Ton) – Komposition, Klanggestaltung, Technische Realisierung und Regie: Dirk Raulf (Originalhörspiel – Dirk Raulf)